# Александър Бърнев
Александър Вълчев Бърнев е български офицер (полковник).

## Биография
Александър Бърнев е роден на 29 януари 1868 г. в Ески Джумая, Османска империя.

### Сръбско-българска война (1885)
През Сръбско-българската война е доброволец в Ученическия легион. Участва в боевете при овладяването на Пирот (14 – 15 ноември), а след войната продължава обучението си във Военното училище в София. Служи в 11-и конен полк.

### Балкански войни (1912 – 1913)
През Балканската война е командир на ескадрон от 10-и конен полк. През Междусъюзническата война се сражава на Орфанския залив.
Полковник Александър Бърнев умира на 29 април 1922 г. в София, Царство България.

## Военни звания
- Подпоручик (18 май 1889)
- Поручик (2 август 1892
- Капитан (1899)
- Майор (2 август 1905)
- Подполковник (18 май 1913)
- Полковник (30 януари 1920)

## Награди
- Военен орден „За храброст“ IV степен